# Pal·ladinita
La pal·ladinita és un mineral de la classe dels òxids.

## Característiques
La pal·ladinita és un òxid de fórmula química PdO. Cristal·litza en el sistema tetragonal. Es troba en forma d'una capa de color ocre que recobreix en l'or pal·làdic, originàriament d'Itabira (Minas Gerais, Brasil). També se n'ha trobat a l'àrea de Seeley Lake (Ontario, Canadà) i a diverses mines de Katanga, a la República Democràtica del Congo. Es tracta d'una espècie de la qual es qüestiona la seva validesa per part de l'Associació Mineralògica Internacional.
Segons la classificació de Nickel-Strunz, la pal·ladinita pertany a «04.AB: Òxids amb proporció Metall:Oxigen = 2,1 i 1:1, amb Catió:Anió (M:O) = 2:1 (i 1,8:1)» juntament amb els següents minerals: crednerita, tenorita, delafossita, mcconnel·lita, bromellita, zincita, bunsenita, calç, manganosita, monteponita, períclasi i wüstita.